# August Sang
August Sang (n. 27 iulie 1914, Pernov, Gubernia Livonia, Imperiul Rus – d. 14 octombrie 1969, Tallin, RSS Estonă, URSS) a fost un poet și traducător literar eston.

## Biografie
August Sang s-a născut în Pärnu, unde a absolvit liceul în 1932. Părinții săi erau Jakob și Akelina Sang (n. Mellikov). August era cel mai mare dintre cei trei frați; ceilalți doi frați au fost Ilmar Sang (1916-1995) și Endel Sang (1921-2007). După efectuarea serviciului militar a urmat studii în perioada 1934-1942 la Facultatea de Filosofie a Universității din Tartu. A trebuit să-și întrerupă studiile de câteva ori pentru a face rost de bani.
Încă de la vârsta de opt ani August Sang a început să scrie poezii. Sub pseudonimul Injo, el a participat cu succes la un concurs literar organizat de revista pentru tineret Kevad în 1934 cu poemul Improvisatsioon. În 1934 a debutat în revista literar-artistică Looming. Primul său volum de poezii Üks noormees otsib õnne a fost publicat în 1936 și a fost bine primit de critici și de public. Sang a scris începând de atunci numeroase recenzii și eseuri pe teme literare. La sfârșitul anilor 1930 s-a alăturat cercului literar Arbujad, din care făceau parte poeți și prozatori proeminenți precum Bernard Kangro, Uku Masing, Kersti Merilaas, Betti Alver, Mart Raud, Heiti Talvik și Paul Viiding. Al doilea volum de poezii, Müürid, a fost publicat în 1939.
În 1936 Sang s-a căsătorit cu poeta și traducătoarea estonă Kersti Merilaas, iar cuplul a avut un fiu pe nume Joel Sang, care s-a născut în 1950. Sang și Merilaas au fost amândoi membri de bază ai cercului literar Arbujad.
După ocuparea sovietică a Estoniei, Sang a aderat în 1945 la organizația estonă a Uniunii Scriitorilor Sovietici din Estonia, dar a fost exclus în 1950. Abia în 1955 autoritățile sovietice i-au permis lui Sang să lucreze din nou ca scriitor. Un an mai târziu a fost reprimit în Uniunea Scriitorilor Sovietici. El a murit, la vârsta de 55 de ani, în capitala estonă Tallinn.
Pe lângă activitățile sale literare, August Sang a tradus poezie și proză din limbile germană, rusă, franceză și cehă în limba estonă. Printre autorii traduși de el se numără Goethe, Peter Weiss, Maxim Gorki, Vladimir Maiakovski, Franz Kafka, Gottfried Keller, Molière, Egon Erwin Kisch și Lion Feuchtwanger.

## Lucrări
- Üks noormees otsib õnne (1936)
- Arbujad: valimik uusimat eesti lüürikat (compilație, 1938)
- Heinrich Heine (monografie, 1938)
- Müürid (1939)
- Võileib suudlusega (1963)
- Sada laulu (colecție de poezii, 1965)
- Luuletused (colecție de poezii, 1970)
- Väike luuleraamat (colecție de poezii, 1971)
- Laenatud laulud (antologie de traduceri în două volume, 1973–1974)
- Laulud (colecție de poezii, 1977)
- Emajõe unisel veerel (antologie postumă, 2003)

## Legături externe
- Lucrări de August Sang la Open Library